# أندريه لاكروا (لاعب كرة مضرب)
أندريه لاكروا هو لاعب كرة مضرب بلجيكي، ولد في 2 أكتوبر 1908 في Forest, Belgium ‏ في بلجيكا، وتوفي في 1992 في بروج في بلجيكا.

## وصلات خارجية
- أندريه لاكروا على موقع رابطة محترفي التنس (الإنجليزية)
- أندريه لاكروا على موقع الاتحاد الدولي لكرة المضرب (الإنجليزية)
- أندريه لاكروا على موقع كأس ديفيز (الإنجليزية)
- أندريه لاكروا على موقع أرشيف التنس.كوم (الإنجليزية)